# 瀬川千秋
瀬川 千秋（せがわ ちあき、1957年 - ）は、中国文化研究家。

## 略歴
東京都武蔵野市生まれ。1980年早稲田大学社会科学部卒業（刑法専攻）。出版社のアルバイトを経て、フリーライター。中国語の翻訳、中国の民間文化や芸術を研究し、2003年『闘蟋 中国のコオロギ文化』でサントリー学芸賞受賞。

## 著書
- 『闘蟋 中国のコオロギ文化』大修館書店 あじあブックス 2002
- 『中国 虫の奇聞録』大修館書店 あじあブックス 2016

### 翻訳
- 李怡『香港の悲劇 北京政府の野望』講談社 1997
- 蔡志忠作画『マンガ般若心経入門』講談社 2000
- 周海嬰『わが父魯迅』岸田登美子,樋口裕子共訳 集英社 2003
- 蔡志忠作画『マンガ仏教的生き方 真理と実践の方法』玄侑宗久監訳 だいわ文庫　2006
- 蔡志忠作画『マンガ仏教入門 仏陀、かく語りき』玄侑宗久監訳 だいわ文庫　2006
- 蔡志忠作画『マンガ仏教の思想 仏陀、かく語りき』玄侑宗久監訳　大和書房 2009